# العلاقات الباهاماسية الطاجيكستانية
العلاقات الباهاماسية الطاجيكستانية هي العلاقات الثنائية التي تجمع بين باهاماس وطاجيكستان.

## مقارنة بين البلدين
هذه مقارنة عامة ومرجعية للدولتين:
| وجه المقارنة                                              | باهاماس      | طاجيكستان                          |
| --------------------------------------------------------- | ------------ | ---------------------------------- |
| المساحة (كم2)                                             | 13.88 ألف    | 143.10 ألف                         |
| عدد السكان (نسمة)                                         | 395.36 ألف   | 8.92 مليون                         |
| الكثافة السكانية (ن./كم²)                                 | 28.48        | 62.33                              |
| العاصمة                                                   | ناساو        | دوشنبه                             |
| اللغة الرسمية                                             | لغة إنجليزية | اللغة الطاجيكية                    |
| العملة                                                    | دولار بهامي  | ساماني طاجيكي، الروبل الطاجيكستاني |
| الناتج المحلي الإجمالي (بليون دولار)                      | 12.16 مليار  | 7.15 مليار                         |
| الناتج المحلي الإجمالي (تعادل القوة الشرائية) بليون دولار | 8.92 مليار   | 24.03 مليار                        |
| الناتج المحلي الإجمالي الاسمي للفرد دولار أمريكي          | 22.82 ألف    | 925                                |
| الناتج المحلي الإجمالي للفرد دولار أمريكي                 |              | 2.69 ألف                           |
| مؤشر التنمية البشرية                                      | 0.790        | 0.624                              |
| رمز المكالمات الدولي                                      | +1242        | +992                               |
| رمز الإنترنت                                              | .bs          | .tj                                |
| المنطقة الزمنية                                           | 00           | ت ع م+05:00                        |

## منظمات دولية مشتركة
يشترك البلدان في عضوية مجموعة من المنظمات الدولية، منها:
| علم المنظمة | اسم المنظمة                        | تاريخ انضمام باهاماس | تاريخ انضمام طاجيكستان |
| ----------- | ---------------------------------- | -------------------- | ---------------------- |
|             | مؤسسة التنمية الدولية              | 23 يونيو 2008        | 4 يونيو 1993           |
|             | مؤسسة التمويل الدولية              | 8 ديسمبر 1986        | 2 ديسمبر 1994          |
|             | منظمة حظر الأسلحة الكيميائية       | ?                    | ?                      |
|             | الأمم المتحدة                      | 18 سبتمبر 1973       | 2 مارس 1992            |
|             | الاتحاد الدولي للاتصالات           | 19 أغسطس 1974        | 28 أبريل 1994          |
|             | منظمة الشرطة الجنائية الدولية      | ?                    | ?                      |
|             | البنك الدولي للإنشاء والتعمير      | 21 أغسطس 1973        | 4 يونيو 1993           |
|             | الاتحاد البريدي العالمي            | ?                    | ?                      |
|             | وكالة ضمان الاستثمار متعدد الأطراف | 4 أكتوبر 1994        | 9 ديسمبر 2002          |
|             | يونسكو                             | 23 أبريل 1981        | 6 أبريل 1993           |
|             | الفريق المعني برصد الأرض           | ?                    | ?                      |